# گم‌شده (مجموعه تلویزیونی ۱۳۷۷)
گم‌شده نام یک مجموعهٔ تلویزیونی به کارگردانی مسعود نوابی است که در سال ۱۳۷۷ تولید و در ۱۳ قسمت از شبکه ۱  پخش گردید.

## خلاصه داستان
در جریان قیام ۱۵ خرداد ۱۳۴۲، پسر بچه‌ای به همراه پدرش در تظاهرات شرکت می‌کند و با مشاهدهٔ کشته شدن پدرش در این تظاهرات، حافظه اش را از دست می‌دهد؛…

## بازیگران
- ایرج راد
- رؤیا تیموریان
- دانیال حکیمی
- اسماعیل محرابی
- پوراندخت مهیمن
- فرخ‌لقا هوشمند
- باقر صحرارودی
- الیکا عبدالرزاقی
- محمود عزیزی
- مهناز افشار
- رضا خندان
- رحمان مقدم
- شهرام پوراسد
- علی طالب‌لو
- فریبرز سمندرپور
- سعید تهرانی
- مینا صارمی
- محرمعلی رزاقی
- محمدتقی شریفی
- علیرضا نائینی
- جواد اسکویی
- بابک محمدی
- حسین افشار
- آرام بلایی
- حسن سیاح
- ناهید اروانه
- سعید فطرس
- هادی فراهانی
- نیما طباطبایی
- سوسن مافی
- مهران یاهو
- عظیم مشهدی
- علیرضا محمدی(آرا)
- محمود رستگار
- شهرام نوروزی
- یوسف برزین
- حمید عباسی
- حسین خدنگی
- مهدی فرجی
- پرویز عباسپور
- ماندانا شهنام‌مهر
- جمشید عظیمی‌نژاد
- پرویز عاشورنیا
- آرش احمدعلیخان
- ابراهیم محمودآبادی
- غلامرضا احسنی
- امیر چهارارکان
- ایرج بروجردی
- عرفان صدری (بازیگر خردسال)